# Pabstiella mentigera
Pabstiella mentigera är en orkidéart som först beskrevs av Friedrich Fritz Wilhelm Ludwig Kraenzlin, och fick sitt nu gällande namn av L.Kollmann. Pabstiella mentigera ingår i släktet Pabstiella och familjen orkidéer. Inga underarter finns listade i Catalogue of Life.